# Aulo Licinio Arquias
Aulo Licinio Arquias o Arquias de Antioquía (᾿Αρχίας, o Αρχίας ο Αντιοχεύς, fl. ca. 120 a. C. - 61 a. C.) fue un poeta sirio nacido en Antioquía en Siria (actual Turquía). En 102 a. C., ya se había labrado una reputación, especialmente como improvisador. Fue a Roma, donde tuvo buena cogida en las familias más influyentes. Su principal patrón fue Lúculo, cuyo nombre gentil asumió. En 93 a. C. visitó Sicilia con su patrono, ocasión en la que recibió la ciudadanía romana de Heraclea de Lucania, una de las ciudades federadas, e indirectamente, por las provisiones de la Lex Plautia Papiria, la de Roma. En 62 a. C. fue acusado por un tal Gracio de haber asumido la ciudadanía ilegalmente; y Cicerón lo defendió con éxito en su discurso Pro Archia. Esta defensa, que aporta casi toda la información que se tiene sobre Arquias, afirma que había celebrado las hazañas de Cayo Mario y Lúculo en las guerras cimbrias y mitridáticas, y que estaba implicado en un poema sobre los acontecimientos del consulado del propio Cicerón. La Antología Palatina contiene treinta y cinco epigramas con el nombre de Arquias, pero se duda hasta qué punto todos o parte de ellos sean obra de Arquias.